# Cathédrale de Chiusure
La cathédrale de Chiusure est une église catholique romaine de Chiusure (it) (frazione de la commune d'Asciano), en Italie. Il s'agit de la cathédrale de l'abbaye territoriale de Monte Oliveto Maggiore.

### Article lié
- Liste des cathédrales d'Italie